# Antonio Garrido (golfista)
Antonio Garrido Cánora (Madrid,Comunidad de Madrid, 2 de febrero de 1944), es un golfista profesional español.  Fue uno de los precursores españoles de este deporte y su primera figura reconocida a nivel internacional. Su hermano menor Germán Garrido y su hijo Ignacio Garrido han sido también jugadores importantes. 
Fue el vencedor del primer torneo de la historia del European Tour, el Open de España de 1972.  A lo largo de su carrera consiguió 5 victorias en este circuito.

## Trayectoria
Garrido jugó en el Tour europeo desde su creación en 1972 hasta 1995, ganando cinco torneos del circuito europeo. Su mejor año fue 1977, cuando acabó tercero en el orden del mérito. En 1977 ganó el mundial de golf haciendo pareja con el joven y futura estrella Severiano Ballesteros. Dos años más tarde, él y Ballesteros llegaron a ser los dos primeros jugadores no británicos en representar a Europa en la Ryder Cup.
A partir de 1994 Garrido comenzó a jugar en el circuito senior y ha ganado dos títulos. Actualmente es el jugador más veterano de este circuito.

## Palmarés
Títulos en el European Tour
- 1972 Open de España
- 1977 Open de Madrid, Open Benson & Hedges International
- 1982 Open de Túnez
- 1986 London Standard Four-Stars National Pro-Celebrity

Otros
- 1966 Castilla Tournament (España)
- 1969 Spanish PGA Championship
- 1975 Spanish PGA Championship
- 1979 Spanish PGA Championship
- 1980 Spanish PGA Championship
- 1981 Spanish PGA Championship
- 1983 Castilia Tournament (España)
- 1988 Castilia Tournament (España)
- 1989 Castilia Tournament (España)
- 1990 Castilia Tournament (España), �Torras Hostench Terramar

European Seniors Tour
- 1994 Shell Seniors Scottish Open
- 1997 Lawrence Batley Seniors

Otros títulos Senior
- 1994 Champion Seniors Open (Australia), Argentine Seniors Open
- 1995 Spanish Seniors Championship
- 1996 Spanish Seniors Championship
- 1997 Spanish Seniors Championship

1. ↑  «Antonio GARRIDO - Players - European Tour». www.europeantour.com (en inglés estadounidense). 28 de abril de 2022. Consultado el 30 de agosto de 2023.
2. ↑  «Antonio Garrido Cánora». PGASpain. Consultado el 30 de agosto de 2023.
3. ↑  «Wins & Results - Antonio GARRIDO - Players - European Tour». www.europeantour.com (en inglés estadounidense). Consultado el 30 de agosto de 2023.
4. ↑  «Results - The 1979 Ryder Cup 1979 - DP World Tour». www.europeantour.com (en inglés estadounidense). Consultado el 30 de agosto de 2023.

- Datos: Q2066189
- Multimedia: Antonio Garrido (golfer) / Q2066189